# 岩波講座 数学
岩波講座 数学は岩波書店が最初に出した数学書シリーズ。岩波講座 現代応用数学と並んで当時の数学書の双璧であった。

## 第1回1932年
- 代数学1	荒又 秀夫
- 実数及ヒﾞ複素数ノ性質	能代 清
- 級数論1	岡田 良知
- 微分幾何学1	窪田 忠彦
- 位相幾何学1	中村 幸四郎
- 数学基礎論1	黒田 成勝
- 書信	高木 貞治

## 第2回1932年
- 代数学2	荒又 秀夫
- 集合論	能代 清
- 有限群論1	竹田 清
- 実変数函数論1	吉田 洋一
- 微分幾何学2	窪田 忠彦

## 第3回1933年
- 代数学3	荒又 秀夫
- 級数論2	岡田 良知
- 平面球面三角法1	矢崎 信一
- 初等幾何学作図問題1	柳原 吉次
- 常微分方程式論1	福原 満洲雄
- 微分幾何学3	窪田 忠彦
- 幾何学ヲ中心トシテ観タル欧米ノ数学者1	窪田 忠彦
- 無限ノ段階	黒田 成勝

## 第4回1933年
- 級数論3	岡田 良知
- 平面球面三角法2	矢崎 信一
- 有限群論2	竹田 清
- 常微分方程式論2	福原 満洲雄
- 代数幾何学1	市田 朝次郎
- 数理統計学1	成実 清松
- 数学基礎論2	黒田 成勝
- ごるどばっはノ問題	末綱 恕一

## 第5回1933年
- 解析概論1	高木 貞治
- 級数論4	岡田 良知
- 連分数論1	柴田 寛
- 連続群論1	吉田 耕作
- 微分幾何学4	窪田 忠彦
- 解析力学1	山内 恭彦
- 初メテ外国ノ図書雑誌ヲ読ム人ノ為メニ／月沈原ダヨリ	藤原 松三郎/南雲 道夫

## 第6回1933年
- 級数論5	岡田 良知
- 初等幾何学作図問題2	柳原 吉次
- 連分数論2	柴田 寛
- 複素函数論1	藤原 松三郎
- 常微分方程式論3	福原 満洲雄
- 射影幾何学1	細川 藤右衛門
- 幾何学ヲ中心トシテ観タル欧米ノ数学者２／か－くまんノ女生徒問題	窪田 忠彦/正田 建次郎

## 第7回1933年
- 解析概論2	高木 貞治
- 複素函数論2	藤原 松三郎
- 実変数函数論2	吉田 洋一
- 常微分方程式論4	福原 満洲雄
- 代数幾何学2	市田 朝次郎
- 位相幾何学2	中村 幸四郎
- 解析力学2	山内 恭彦
- 回転流体ノ平衡形状論ノ回顧	萩原 雄祐

## 第8回1933年
- ぢおふぁんたす近似論	森本 清吾
- 複素函数論3	藤原 松三郎
- 射影幾何学2	細川 藤右衛門
- 微分幾何学5	窪田 忠彦
- 数理統計学2	成実 清松
- 初メテ外国ノ図書雑誌ヲ読ム人ノ為メニ２／巴里通信	藤原 松三郎/彌永 昌吉

## 第9回1933年
- 解析概論3	高木 貞治
- 複素函数論4	藤原 松三郎
- 実変数函数論3	吉田 洋一
- 疑似微分幾何学1	岡田 一男･高見 稔･小島 俊二
- り－まん幾何学1	河口 商次
- 解析力学3	山内 恭彦
- 数学基礎論3	黒田 成勝
- 高等ナル立脚点ヨリ観タル初等幾何学1	市田 朝次郎

## 第10回1933年
- 複素函数論5	藤原 松三郎
- ふーりえ級数論1	近藤 基吉
- 定差法1	泉 信一
- 射影微分幾何学	蟹谷 乗養
- 多面体論	中村 幸四郎･小松 醇郎

## 第11回1933年
- 解析概論4	高木 貞治
- 複素函数論6	藤原 松三郎
- 連続群論2	吉田 耕作
- ふーりえ級数論2	近藤 基吉
- 非ゆーくりっど幾何学1	西内 貞吉
- 保型函数ノ一展望1	清水 辰次郎

## 第12回1933年
- 抽象空間論1	功力 金二郎
- 代数幾何学3	市田 朝次郎
- 疑似微分幾何学2	岡田 一男･高見 稔･小島 俊二
- 量子論	菊地 正士
- 和算1	細井 淙
- 保型函数ノ一展望2	清水 辰次郎

## 第13回1933年
- 解析概論5	高木 貞治
- 実変数函数論4	吉田 洋一
- 定差法2	泉 信一
- 射影幾何学3	細川 藤右衛門
- 数学基礎論4	黒田 成勝
- 卵形線及卵形面ﾆ関ｽﾙ微分幾何1	窪田 忠彦

## 第14回1934年
- 多元数論1	正田 建次郎
- 楕円函数論1	竹内 端三
- りーまん幾何学2	河口 商次
- 解析力学4	山内 恭彦
- 経済学ヘノ数学ノ応用	渡辺 孫一郎･久武 雅夫
- まーるぶるぐ便リ・ぽーる・ぱんるうぇノ死・伯林維納雨大学印象記	守屋 美賀雄･彌永 昌吉･三村 征雄

## 第15回1934年
- 解析概論6	高木 貞治
- 変分学1	南雲 道夫
- 楕円函数論2	竹内 端三
- 連続群論3	吉田 耕作
- 位相幾何学3	中村 幸四郎
- 球微分幾何学1	高見 稔･小島 俊二･岡田 一男
- 和算2	細井 淙

## 第16回1934年
- 多元数論2	正田 建次郎
- 偏微分方程式論1	福原 満洲雄
- 定差法3	泉 信一
- 数理統計学3	成実 清松
- 卵形線及卵形面ニ関する微分幾何２・公理論的集合論概要１・あんり・ぽあんかれ略伝	窪田 忠彦･平野 次郎･吉田 洋一

## 第17回1934年
- 解析概論7	高木 貞治
- 調和函数論1	辻 正次
- 定差法4	泉 信一
- 非ゆーくりっど幾何学2	西内 貞吉
- 球微分幾何学2	高見 稔･小島 俊二･岡田 一男
- 公理論的集合論概要2	平野 次郎

## 第18回1934年
- 虚数乗法論1	菅原 正夫
- ふぇるまーノ問題1	森島 太郎
- 実変数函数論5	吉田 洋一
- 楕円函数論3	竹内 端三
- 数理統計学4	成実 清松
- 数学ﾄ哲学ﾄﾉ関係	田辺 元

## 第19回1934年
- 無限多変数ノ函数論1	藤原 松三郎
- 代数的整数論1	高木 貞治
- 積分方程式論1	掛谷 宗一
- 抽象空間論2	功力 金二郎
- 自然幾何学	本部 均

## 第20回1934年
- 無限多変数ノ函数論2	藤原 松三郎
- 実変数函数論6	吉田 洋一
- 積分方程式論2	掛谷 宗一
- 調和函数論2	辻 正次
- 非りーまん幾何学	河口 商次
- 数体ノ賦値理論	守屋 美賀雄

## 第21回1934年
- 代数的整数論2	高木 貞治
- 解析的整数論1	末綱 恕一
- 実変数函数論7	吉田 洋一
- 楕円函数論4	竹内 端三
- 抽象空間論3	功力 金二郎
- 非ゆーくりっど幾何学3	西内 貞吉
- 代数幾何学特論<三次曲面論>	市田 朝次郎

## 第22回1934年
- 解析的整数論2	末綱 恕一
- 変分学2	南雲 道夫
- 概週期函数論1	河野 伊三郎
- 確率論1	成実 清松
- ぽてんしぁる論	小平 吉男
- 虚数乗法論2	菅原 正夫

## 第23回1934年
- 解析幾何学1	中村 幸四郎
- 代数的整数論3	高木 貞治
- 等角写像論1	吉田 洋一
- 保険数学	鈴木 敏一
- 連続物体の力学1	小谷 正雄

## 第24回1934年
- 解析的整数論3	末綱 恕一
- 輓近函数論1	清水 辰次郎
- 概週期函数論2	河野 伊三郎
- 代数幾何学特論＜平面三次及ビ曲線論＞	高見 稔
- 連続物体ノ力学2	小谷 正雄

## 第25回1934年
- 解析幾何学2	中村 幸四郎
- 代数的整数論4	高木 貞治
- 解析的整数論4	末綱 恕一
- 幾何学基礎論1	彌永 昌吉
- 代数幾何学特論<空間三次曲線論>	岡田 一男

## 第26回1935年
- 偏微分方程式論2	福原 満洲雄
- 等角写像論2	吉田 洋一
- 抽象空間論4	功力 金二郎
- 非ゆーくりっど幾何学4	西内 貞吉
- 確率論2	成実 清松
- 計算法及ビのもぐらふぃー1	小倉 金之助
- 超越数	荒又 秀夫

## 第27回1935年
- 代数的整数論5	高木 貞治
- 多複素変数函数論	辻 正次
- 幾何学基礎論2	彌永 昌吉
- 球面天文学1	鈴木 敬信

## 第28回1935年
- 解析幾何学3	中村 幸四郎
- 解析的整数論5	末綱 恕一
- 偏微分方程式論3	福原 満洲雄
- 変分学3	南雲 道夫
- 連続物体ノ力学3	小谷 正雄
- 球面天文学2	鈴木 敬信

## 第29回1935年
- 抽象代数学1	園 正造
- 代数的整数論6	高木 貞治
- 偏微分方程式論4	福原 満洲雄
- ぽてんしぁる論2	小平 吉男
- 局所類体論	中山 正
- 次元論	近藤 基吉

## 第30回1935年
- 解析概論8	高木 貞治
- 解析幾何学4	中村 幸四郎
- 抽象代数学2	園 正造
- 不変式論	竹田 清
- 偏微分方程式論5	福原 満洲雄
- 変分学4	南雲 道夫
- 代数函数論	竹内 端三
- 輓近函数論2	清水 辰次郎
- 幾何学基礎論3	彌永 昌吉
- 確率論3	成実 清松
- ぽてんしぁる論3	小平 吉男
- 計算法及ビのもぐらふぃー2	小倉 金之助
- 連続物体ノ力学4	小谷 正雄
- 数学教育	小倉 金之助
- 相対性理論	富山 小太郎
- 数学思想史管見	河野 伊三郎
- 生機学的現象ノ数学的考察・整数論と結晶学・単項化ノ問題	柿内三郎･伊藤 貞市･彌永 昌吉